# استان ایالت آزاد اورنج
استان ایالت آزاد اورنج (به لاتین: Orange Free State Province) یک استان سابق در کشور آفریقای جنوبی بود.